# 福島師範学校
福島師範学校（ふくしましはんがっこう）は、第二次世界大戦中の1943年（昭和18年）に福島県に設置された師範学校である。
本項は、福島県師範学校・福島県女子師範学校などの前身諸校を含めて記述する。
- 福島県師範学校・福島県女子師範学校の統合・官立移管により設置され、男子部・女子部を置いた。
- 1874年（明治7年）設立の福島小学教則講習所（福島師範学校講習所）を起源とする。
- 第二次世界大戦後の学制改革で、新制福島大学学芸学部（現・人間発達文化学類）の前身の一つとなった。
- 同窓会は「福島大学人間発達文化学類・教育学部同窓吾峰会」と称し、旧制（福島師範・福島青師）・新制（福島大学学芸学部・教育学部・人間発達文化学類）合同の会である。

## 沿革

### 旧・福島県立、磐前県立、若松県立期

#### 福島県小学教則講習所、福島県師範伝習校
- 1874年4月6日：旧・福島県、東京師範学校（現・筑波大学）得業生 久米由太郎を招聘、福島小学校に仮講習所を設置（福島市柳町の常光寺内）。
  - 久米由太郎（久米正雄の父）に関しては、上田市立清明小学校も参照。
- 1874年5月14日：福島小学校と共に新校地へ移転（現・福島市杉妻町、福島第一小学校）。
- 1874年9月11日：開校式を挙行。
- 1874年9月22日：福島県、小学教則講習所の設置を公布。
- 1875年1月14日：小学教則講習所、授業開始。
  - 修業期間は 6ヶ月（4級制。実際は当初 3ヶ月）、入学資格は16歳 - 35歳。
- 1876年1月19日：師範伝習校として再開。
  - 修業年限2年（実際は6ヶ月）、入学資格は16歳 - 35歳。
- 1876年6月：天皇行幸。

#### 磐前県伝習学校、磐前県平師範学校、磐前県三春師範学校
- 1874年：磐前県、磐前郡平町および田村郡三春町に伝習学校を設置。
  - 磐前郡は磐前県第4中学区、田村郡は同第5中学区。
- 1875年：四番中学校（北目村）に平師範学校、五番中学校（三春町）に三春師範学校を併置。
  - いずれも修業期間18ヶ月。

#### 若松県教員養成学校
- 1875年3月：若松県、若松に教員養成学校を開設。
  - 修業期間6ヶ月、入学資格 20歳 - 40歳。

### 福島県立期

#### 福島第一号師範学校、福島第二号師範学校、福島第三号師範学校
- 1876年8月21日：旧・福島県に磐前県・若松県を併合し、現・福島県成立。
- 1877年2月：福島県、旧県の師範学校を引き継ぎ、福島第一号師範学校（福島）、福島第二号師範学校（若松）、福島第三号師範学校（平）を設置。旧磐前県三春師範学校は廃止され、生徒は第一号師範に移籍した。修業年限は1年に統一（4級制）。

#### 旧・福島師範学校
- 1878年3月17日：第一号師範に第二号師範・第三号師範を合併し、福島師範学校と改称。
  - 入学資格：16歳 - 30歳、修業年限は1879年9月から2年、1880年11月から2年半。
- 1880年5月24日：附属小学校を創設。
- 1882年3月6日：師範学校教則大綱に準拠。初等師範学科（1年）・中等師範学科（2年半）・高等師範学科（4年）を設置。17歳 - 30歳対象。

#### 福島尋常師範学校、福島県尋常師範学校
- 1886年8月30日：師範学校令に準拠し福島尋常師範学校と改称（本科4年制）。
- 1887年3月12日：福島県尋常師範学校と改称。
- 1888年5月：女子部を開設し生徒募集（3年制）。
- 1888年9月：福島町南裏通507番の新校舎に移転（のちの福島市舟場町（現・杉妻町）、福島県庁東分庁舎・県北建設事務所付近）。
- 1889年5月：パリ万国博覧会の出品校となり[1]、金賞を受賞[2]。

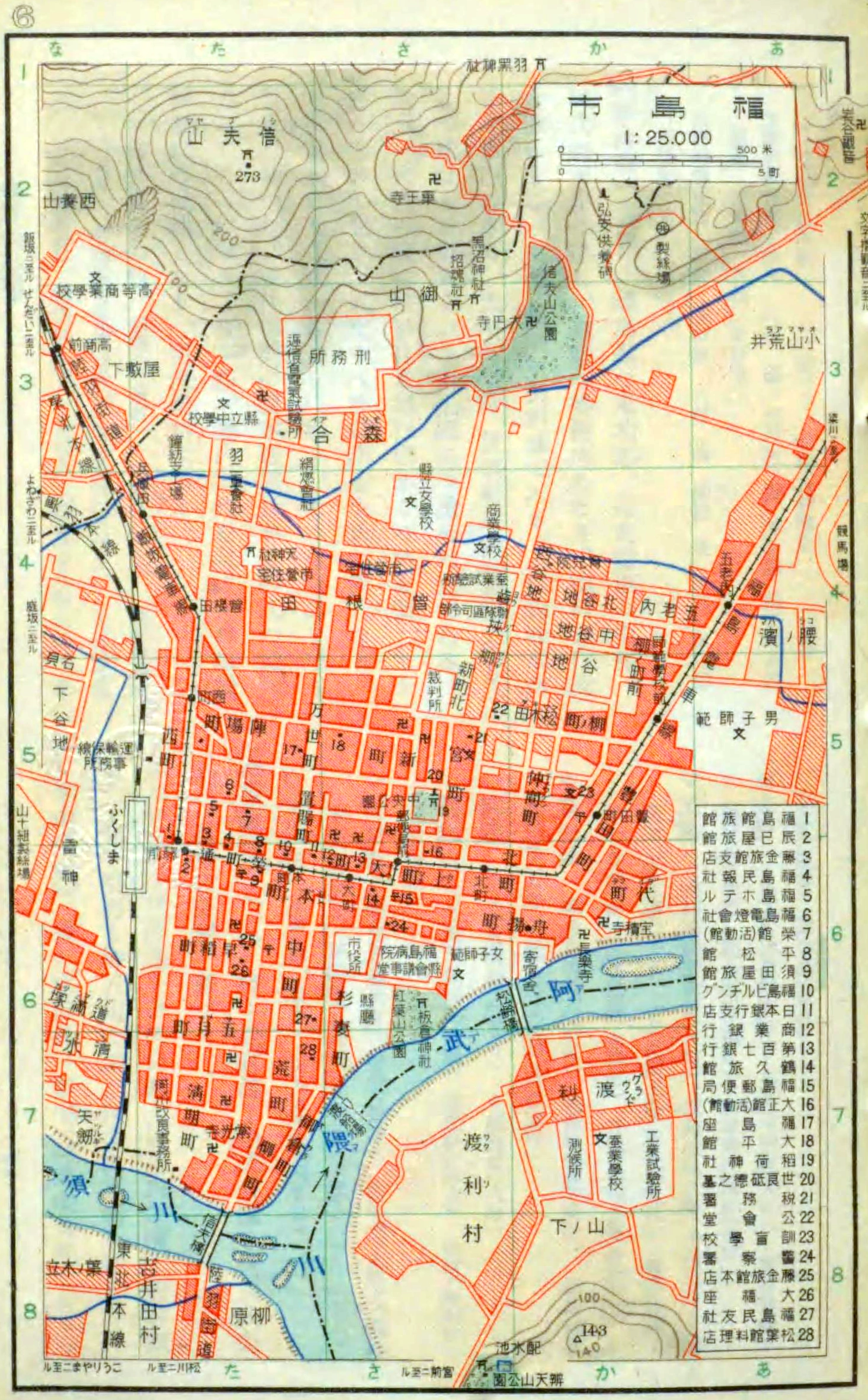
福島市中心部の地図（1929年）。男子と女子に分かれている。

#### 福島県師範学校
- 1898年4月1日：師範教育令に準拠し福島県師範学校と改称。
- 1908年3月：学則制定（福島県令第18号）。本科第一部（4年制、男女とも）・本科第二部（1年制、男子のみ、中学校卒対象）・予備科（1年制、男女とも、2年制高小卒対象）を設置。
- 1919年4月1日：女子部に本科第二部設置（高等女学校卒対象）。
- 1923年4月1日：女子部を分離し、福島県女子師範学校を開設。
- 1923年4月2日：男女分離式を挙行。福島県師範学校は男子校となる。
- 1923年7月15日：福島市腰浜（現・浜田町）の新校舎に移転。旧舟場町校舎は女子師範学校の校舎となった。
- 1925年4月：予備科を廃止し、本科第一部を5年制に変更（2年制高等小学校卒対象）。
- 1926年4月：専攻科を設置（1年制）。
- 1931年1月：本科第二部を2年制に延長。
- 1939年9月：准教員養成講習科を設置（1年制）。
  - 1940年6月：傷痍軍人尋常小学校准教員福島養成所と改称。
  - 1941年4月：傷痍軍人国民学校初等科准訓導福島養成所と改称。

#### 福島県女子師範学校
- 1888年5月：福島県尋常師範学校に女子部を開設（3年制）。
- 1908年3月：福島県師範学校学則制定 （福島県令第18号）。
  - 本科第一部（4年制）・予備科（1年制。2年制高小卒対象）を設置。
- 1919年4月1日：女子部に本科第二部設置（高等女学校卒対象）。
- 1921年11月16日：福島県女子師範学校設立認可。
- 1923年4月1日：福島県師範学校から女子部を分離し、福島県女子師範学校開校。
- 1923年4月2日：男女分離式を挙行。
  - 福島市舟場町（現・杉妻町 の福島県師範学校に併設。
- 1923年7月15日：男子師範が福島市腰浜（現・浜田町）に移転。舟場町校舎は女子師範専用となる。
- 1925年4月：予備科を廃止し、本科第一部を5年制に変更（2年制高等小学校卒対象）。
- 1926年4月：専攻科を設置（1年制）。
- 1941年4月1日：福島県立福島第二高等女学校を併設。

### 官立期

#### 福島師範学校
- 1943年4月1日： 福島県師範学校・福島県女子師範学校を統合し、官立福島師範学校設置。
  - 旧福島県師範学校校舎に男子部、旧福島県女子師範学校校舎に女子部を設置。
  - 本科 （3年制。中等学校卒対象）・予科（2年制。高等小学校卒対象）を設置。
  - 女子部は1946年入学者までは本科2年・専攻科1年。
- 1947年4月：男子部・女子部それぞれに附属中学校（新制）開設。
- 1948年4月：男子部・女子部の各附属中学校を男子部側に統合。
- 1949年3月：男子部・女子部を統合。
  - 男子部・女子部の各附属小学校を女子部側に統合。
  - 附属中学校は旧女子部校地の旧第二高等女学校校舎に移転。
- 1949年5月31日：新制福島大学発足。
  - 福島師範学校は福島青年師範学校と共に学芸学部の母体として包括された。
- 1951年3月：福島大学福島師範学校（旧制）廃止。

## 歴代校長
福島県師範学校（前身諸校を含む）
- 加藤淳風：1883年5月 - 1885年2月
- 能勢栄：1885年10月 - 1886年12月
- 中村恭平：1887年1月 - 1895年12月
- 住田昇：1895年12月7日 - 1898年1月26日
- 広瀬為四郎：1898年2月19日 - 1900年10月27日
- 木野崎吉辰：1900年10月27日 - 1902年12月27日
- 稲枝俊太郎：1903年2月27日 - 1909年8月12日
- 津田元徳：1909年8月12日 - 1914年9月22日
- 荻原忠作：1914年9月22日 - 1917年7月6日
- 小泉秀之助：1917年7月6日 - 1919年12月
- 羽田貞義：1919年12月 - 1924年4月
- 井上桂：1924年4月 - 1926年10月
- 利根川与作：1926年10月 - 1928年4月
- 佐々木金久：1928年4月 - 1929年3月
- 宮沢健作：1929年3月 - 1932年3月
- 及川弥平：1932年3月 - 1938年4月
- 近藤為治：1938年4月 - 1940年5月
- 岩本茂一：1940年5月 - 1943年3月

福島県女子師範学校
- 長崎惣一：1923年4月 - 1925年4月
- 関原重雄：1925年4月 - 1927年5月
- 徳谷豊之助：1927年5月 - 1930年9月
- 前田恒治：1930年9月 - 1941年3月
- 大川房吉：1941年3月 - 1943年3月

官立福島師範学校
- 長岡弥一郎：1943年4月1日[3] - 1945年1月25日[4]
- 福富正吉：1945年1月25日[4] - 1946年12月
- 栗村虎雄：1946年12月 - 1951年3月
  - 新制福島大学学芸学部 初代学部長

## 校地の変遷と継承
福島師範学校男子部

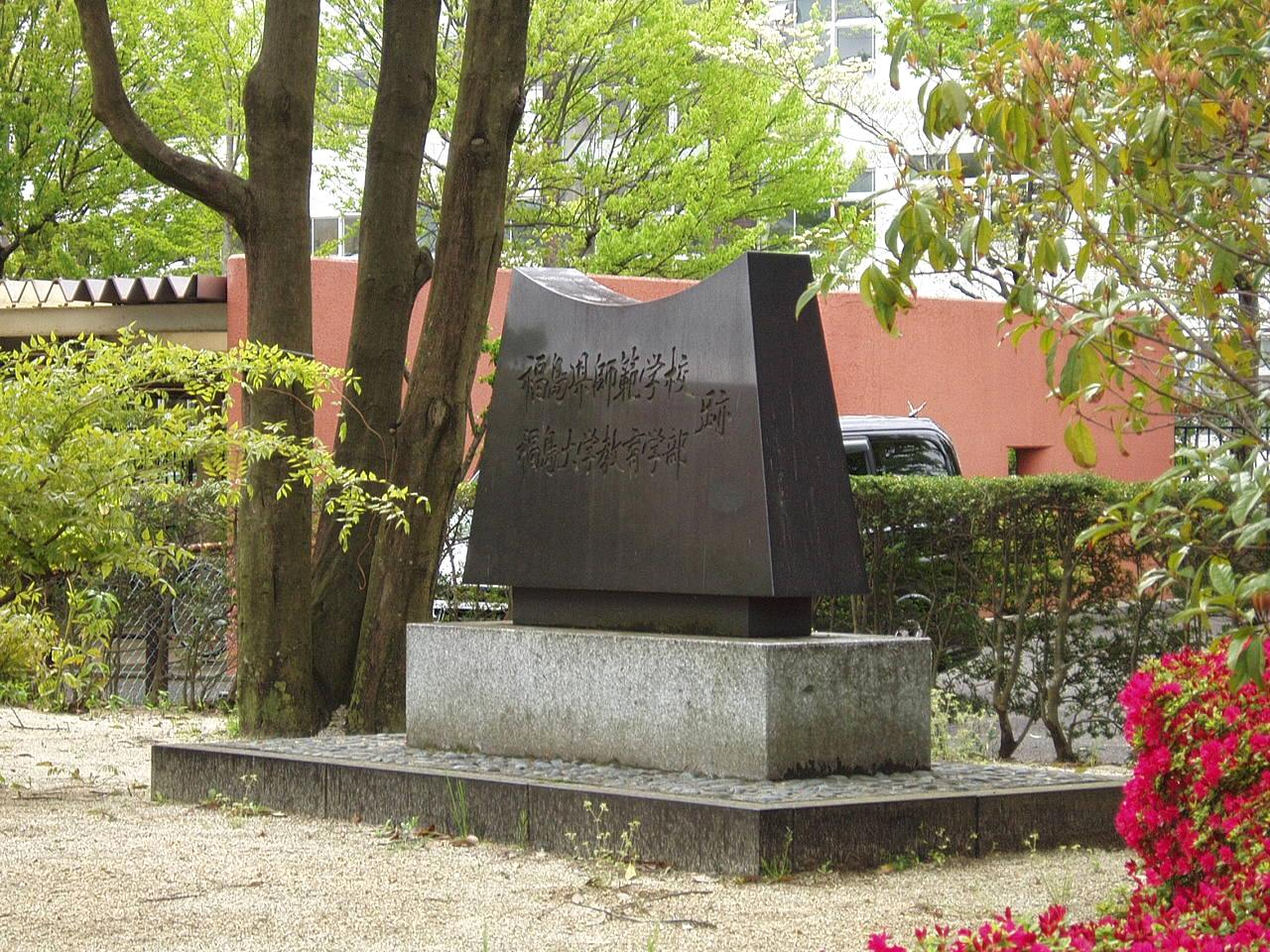
浜田校地記念碑

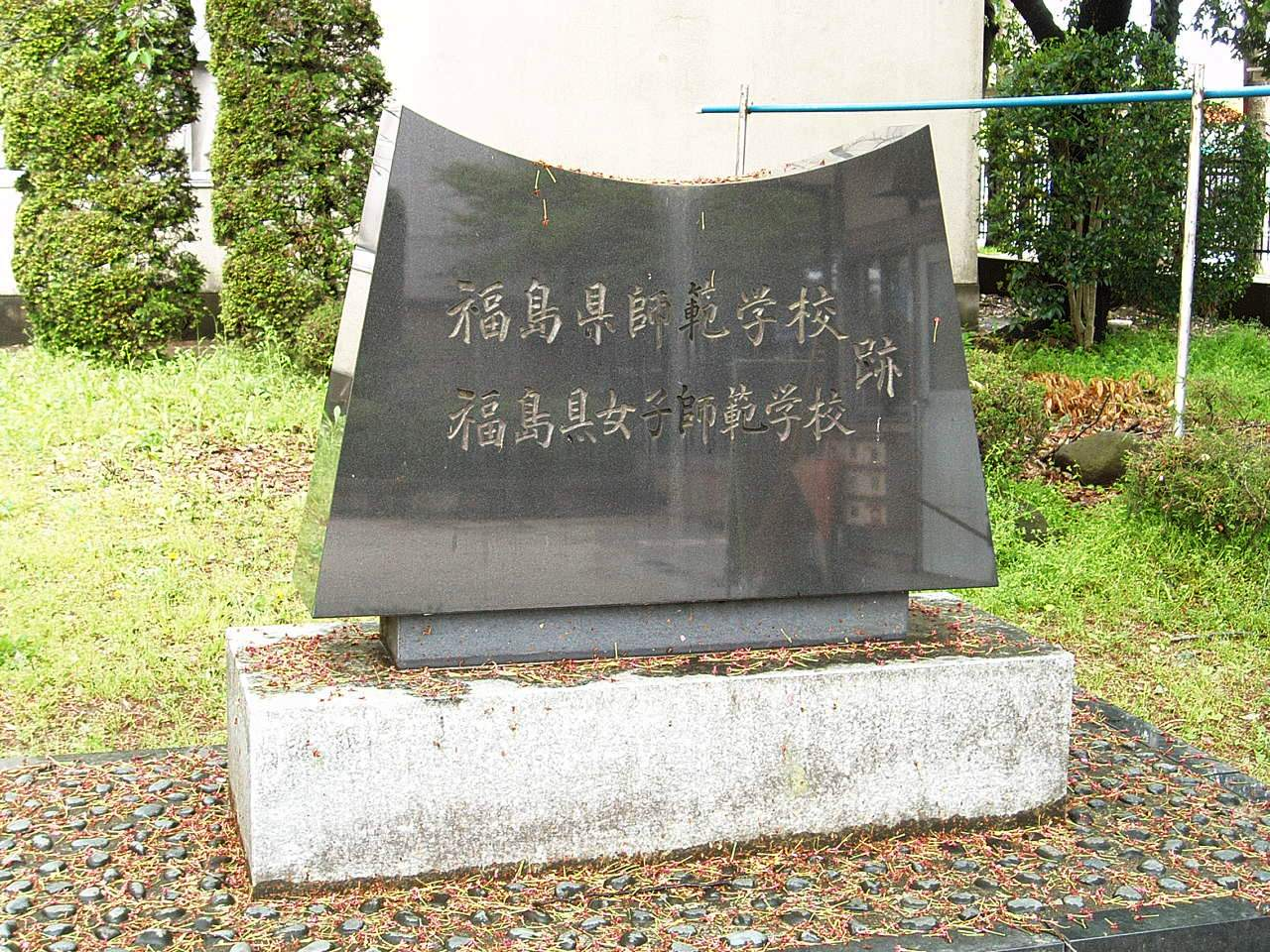
舟場町校地記念碑

前身の福島県師範学校から引き継いだ福島市浜田町の校地を使用した。浜田校地は後身の新制福島大学学芸学部（1966年教育学部と改称）に引き継がれ、1979年4月に現在の金谷川キャンパスに統合移転するまで使用された。1980年4月、旧浜田校地の南半分は福島県立福島東高等学校の校地となった。その後、北半分には1982年5月に福島大学附属中学校、1984年3月に福島大学附属幼稚園が移転し、現在に至っている。
福島師範学校女子部
前身の福島県女子師範学校から引き継いだ福島市舟場町（現・杉妻町）の校地を使用した。新制福島大学学芸学部への移行を前にした 1949年3月、男子部・女子部が統合され、舟場町校地には附属小学校・中学校が置かれた。後に、旧舟場町校地は福島県立医科大学に使用され、1960年8月に福島大学附属中学校が市内腰浜町に、1961年7月に同附属小学校が市内歯扶柳（現・新浜町）に移転した。1987年6月、福島県立医科大学は市内光が丘に移転した。現在、旧舟場町校地には、福島県庁東分庁舎や県北建設事務所が建てられている。国道4号を挟んで東側にある福島大学職員会館は、かつてこの地に女子師範寄宿舎（後の葵寮）があった名残りである。

## 著名な出身者
- 国府田敬三郎（農場経営者）
- 高橋華王（東京理科大学教授、武道家）
- 二階堂トクヨ（日本女子体育大学創設者）
- 佐々木等（元サッカー日本代表選手、監督）
- 佐治幸平（衆議院議員、若松市長）
- 鈴木寅彦（衆議院議員、若松市長、日本曹達社長）
- 円谷光衛（衆議院議員）
- 半谷清寿（衆議院議員、実業家）
- 百井盛（教諭）

## 関連書籍
- 福島大学教育学部百年史編纂委員会（編）『福島大学教育学部百年史』　福島大学教育学部同窓会吾峰会、1974年。
- 福島大学50年史刊行会（編）『福島大学50年史』　八朔社、1999年9月。